# Larry Little
Lawrence Chatmon Little (Groveland, Georgia, 2 de noviembre de 1945), más conocido como Larry Little, es un exjugador profesional estadounidense de fútbol americano que se desempeñó en la posición de guard en la National Football League (NFL). Es miembro del Salón de la Fama del Fútbol Americano Profesional.

## Carrera
Little jugó como profesional dos temporadas en San Diego Chargers (1967-1968), después pasó a Miami Dolphins, donde jugó doce temporadas (1969-1980), y fue el equipo en el que se retiró.

## Reconocimiento
En 1993, ingresó como miembro al Salón de la Fama del Fútbol Americano Profesional.